# Champua
Champua è una suddivisione dell'India, classificata come census town, di 8.310 abitanti, situata nel distretto di Kendujhar, nello stato federato dell'Orissa. In base al numero di abitanti la città rientra nella classe V (da 5.000 a 9.999 persone).

## Geografia fisica
La città è situata a 22° 4' 60 N e 85° 40' 0 E e ha un'altitudine di 345 m s.l.m.

## Società

### Evoluzione demografica
Al censimento del 2001 la popolazione di Champua assommava a 8.310 persone, delle quali 4.418 maschi e 3.892 femmine. I bambini di età inferiore o uguale ai sei anni assommavano a 1.184, dei quali 601 maschi e 583 femmine. Infine, coloro che erano in grado di saper almeno leggere e scrivere erano 6.252, dei quali 3.593 maschi e 2.659 femmine.